# 피그미세발가락나무늘보
피그미세발가락나무늘보는 세발가락나무늘보의 한 종류로 파나마 해안의 한 무인도에서만 서식한다. 이름에서도 볼 수 있듯, 대륙에 있는 다른 세발가락나무늘보들 보다 더욱 작다. 이것은 아무래도 섬의 왜소 발육화와 깊은 관계가 있을 것으로 생각된다. 평균적으로 다른 세발가락나무늘보들 보다 몸무게가 40% 덜 나가고 크기는 20% 더 적다. 이 섬의 망그로브 숲에 살기에 적당하게 진화했으며, 유일한 출몰지이다. 피그미세발가락나무늘보는 밀렵으로 수가 감소하고 있다. 아마도 지금 몇백마리 정도만 남아있을 것으로 추정된다.